# Гашпер Тич
Гашпер Тич (Копар, 7. мај 1973 — Љубљана, 18. јун 2017) био је словеначки филмски, телевизијски и позоришни глумац.

## Биографија
Глумом се бавио од 1991. године, када је уписао Факултет драмских уметности у класи професора Душана Млакарја и Кристијана Муцка. Током студирања играо је многе улоге у позоришту, а од 1997. године био је запослен у Љубљанском позоришту.
Од лета 2016. године све до смрти 18. јуна 2017. године био је председник Удружења драмских уметника Словеније. Остварио је велики број улога у позоришту и неколико на филму, а важио је за једног од најталентованијих глумаца млађе генерације у Словенији. Најпознатију филмску улогу остварио је као Франце Прешерен у филму Ода Прешерну из 2001. године.
Добитник је више високих државних признања за свој уметнички рад, као и Стеријине награде за глумачко остварење, 2002. године.
Бишва жена била му је словеначка глумица Наташа Тич Ралијан, са којом је имао двоје деце.
Убијен је 18. јуна 2017. године у свом стану у Љубљани.

## Филмографија
| Год.   | Назив                  | Улога          |
| ------ | ---------------------- | -------------- |
| 2000-е |                        |                |
| 2001.  | Ода Прешерну           | Франце Прешерн |
| 2008.  | Брат брату (тв серија) | Франческо      |
| 2010-е |                        |                |
| 2011.  | Хлеба и игара          | Петелин        |
| 2016.  | Ника                   |                |
| 2016.  | Испод површине         | Маурициј       |